# Manœuvres militaires françaises de 1932

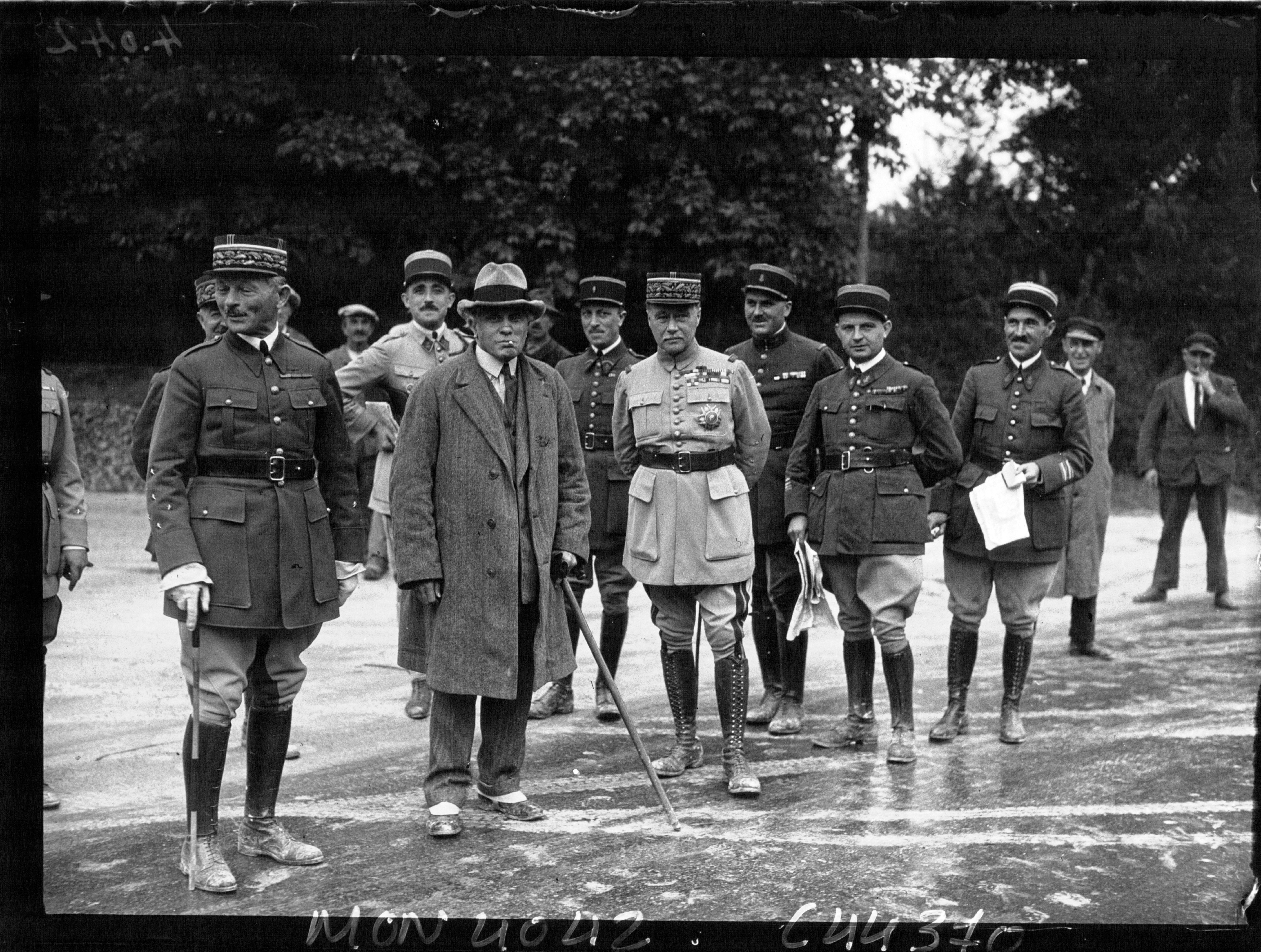
Le ministre Joseph Paul-Boncour et les généraux Maxime Weygand (à sa droite) et Maurice Gamelin (à sa gauche) lors des exercices.

Les exercices combinés de 1932 sont des grandes manœuvres ayant été menées par l'Armée française en Champagne en septembre 1932. Elles permettent de tester la coordination entre l'infanterie, les chars et la cavalerie mécanique.

## Déroulement

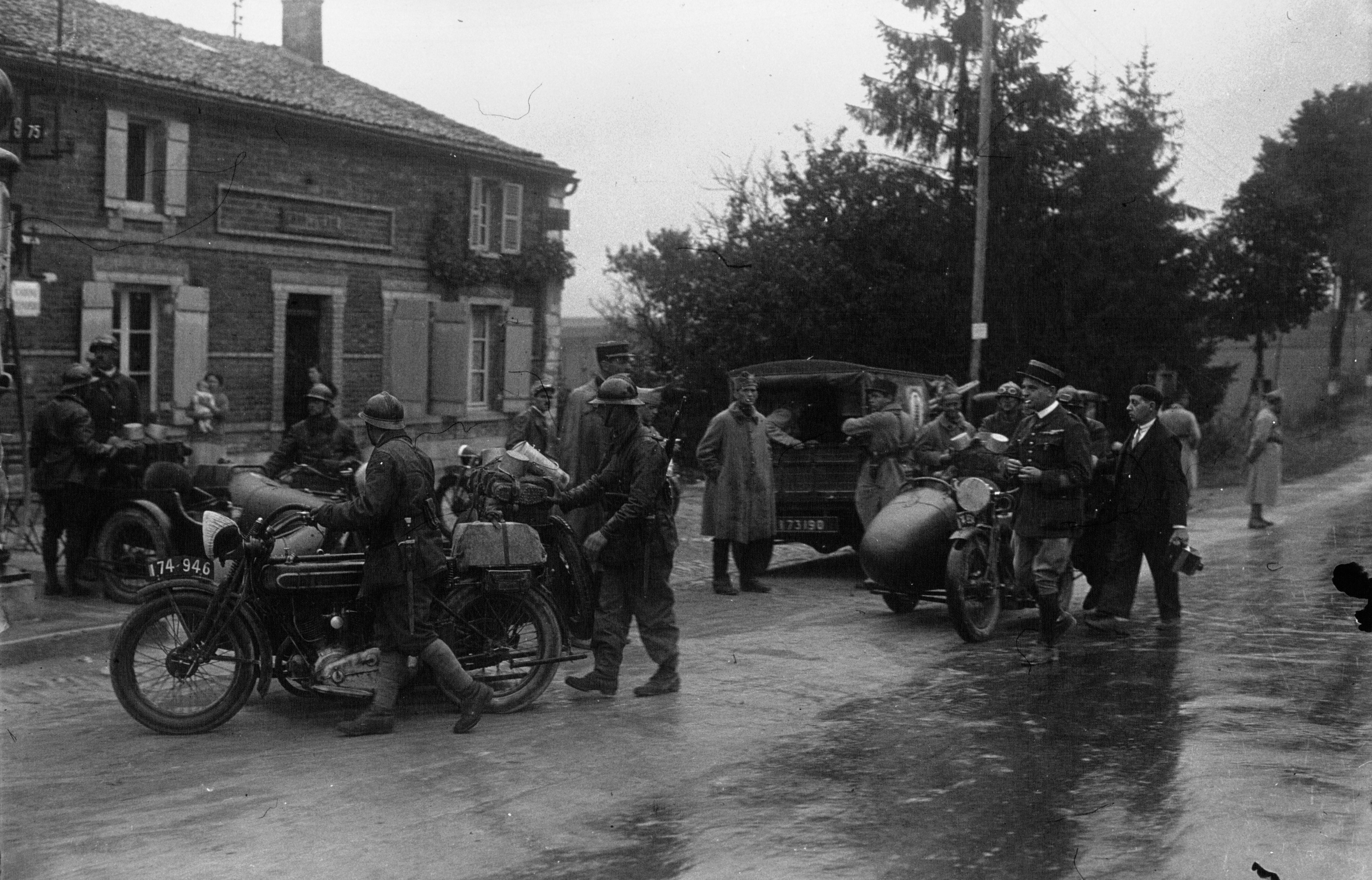
Détachement motocycliste de dragons portés sur side-cars, appartenant à la 4e division de cavalerie, lors des manœuvres.

Les opérations voient évoluer ensemble la 15e division d'infanterie, la 4e division de cavalerie et deux bataillons de chars de combat. Les trois chars B1 disponibles sont également engagés. Au total, l'exercice regroupe environ 20 000 militaires, un nombre relativement faible.
Les différents scénarios testés sont marqués par la difficile coordination des blindés avec la 15e DI, qui ne sait pas comment les utiliser. La division de cavalerie se révèle mieux adaptée.
Si le général Julien Dufieux, inspecteur général de l'infanterie, conclut que les chars sont impropres à être utilisés en unités propres, le général Maxime Weygand, vice-président du conseil supérieur de la guerre, tire la conclusion qu'il faut permettre l’apparition d'une grande unité entraînée à l'emploi des chars en masse.